# Jalqamus
Jalqamus  (Arabisch:جلقموس ) is een Palestijnse dorp op de Westelijke Jordaanoever, tien kilometer ten zuidoosten van de stad Jenin.